# Минкин, Александр Еремеевич
Алекса́ндр Ереме́евич Ми́нкин (19 августа 1887 — 13 января 1955) — участник революционного движения в России, советский государственный и партийный деятель, дипломат. Полномочный представитель СССР в Уругвае (1934—1935).

## Биография
Родился в бедной многодетной семье ремесленника. Отец умер ещё до его рождения, и он был отдан в услужение в посудный магазин на два года за 10 рублей в год, затем работал в типографии.
Член РСДРП с 1903 года. С октября 1903 года дважды арестовывался и был осуждён к административной высылке. Вел революционную деятельность в Тюмени и Перми, затем перешел на нелегальное положение. В феврале или марте 1905 года он был направлен для работы в Екатеринбург, где известен был под именем Матвей; был организатором одного из районов города, входил в боевую дружину. В 1906 году устроился в Златоусте наборщиком в местную типографию, ночью печатал революционную агитационную литературу. Вернувшись в 1907 году в Екатеринбург, вошел в состав Екатеринбургского городского комитета. 
В августе 1907 года он был арестован и привлечен к суду по делу Уральского областного комитета РСДРП. По суду в 1909 году получил ссылку в Сибирь на вечное поселение. Ссылку отбывал в селе Анциферове Енисейской губернии, но вскоре бежал через Владивосток в США. Там  вместе с русскими социал-демократами организовал русскую федерацию при Американской социалистической партии. С 1912 года жил в Нью-Йорке и работал в типографии русской социал-демократической газеты «Новый мир». В апреле 1917 года вернулся в Россию.
С 1917 года — председатель Петроградского районного комитета РСДРП(б) (Петроград), председатель правления Союза печатников.
В 1918 году — комиссар Экспедиции заготовления государственных бумаг (Пенза), в апреле-июле 1918 года — председатель Пензенского губернского Совета, в июле-августе 1918 года — председатель исполнительного комитета Пензенского губернского Совета, с декабря 1918 по март 1919 года — председатель Пензенского губернского комитета РКП(б). С июля по август 1919 года — председатель Пензенского губернского комитета РКП(б), 
С октября 1919 в Перми. В 1919 году — управляющий фабрики «Гознак» (Пермь), секретарь Пермского губернского комитета РКП(б). С 21 февраля 1920 году — председатель исполнительного комитета Пермского губернского Совета.
С октября 1921 по 1922 год — ответственный секретарь Архангельского губернского комитета РКП(б).
В дальнейшем работал в Москве – сначала в качестве одного из секретарей Коминтерна, а затем в качестве члена Концесскома и члена коллегии Наркомторга СССР.
С 1930 по 1934 год — председатель торгпредства СССР в Южной Америке (Южамторг) – в Аргентине и Уругвае. С 1934 по 1935 год — полномочный представитель СССР в Уругвае.
С  1936 по 1938 год — заместитель председателя Верховного Суда РСФСР, с 1937 года — заместитель начальника Отдела судебной защиты Народного комиссариата юстиции СССР. В январе 1938 года был снят с этой должности. Впоследствии был членом Московской областной коллегии защитников.
24 января 1939 года был арестован. «За участие в антисоветской троцкистской организации, шпионаже» приговорён Особым совещанием при НКВД СССР к 8 годам исправительно-трудовых лагерей. Освобождён в 1946 году.
В 1946—1949 годах — юрисконсульт Елгавского сахарного завода (Латвийская ССР). В 1949 году был вновь арестован и Постановлением Особого совещания при МГБ СССР от 12 марта 1949 года приговорен к 10 годам лишения свободы. Отбывал наказание в Дубравлаге.
Умер в январе 1955 года в Казахстане, не дожив трех недель до полной реабилитации. 28 июня 1956 года справка о реабилитации Минкина была вручена его жене — Анне Марковне Иткиной.
Дочь – Виктория Александровна Минкина, детский врач.